# 大嶺正廣のふるさとさん
大嶺正廣のふるさとさん今日は（おおみねまさひろのふるさとさん こんにちは）は、ラジオ沖縄で日曜12:10～13:00に放送していた民謡番組である。島々村々を駆け巡るり、ラジオパーソナリティ大嶺正廣。1994年に放送開始し、2007年2月25日に終了。
2002年ころからアシスタントになおぴん（玉那覇直美）を起用。名コンビの掛け合いも番組名物となっていた。
沖縄本島・離島市町村・本土・外国（ハワイ）からの生中継～沖縄県の文化・歴史・風俗・行事等々を、独自の視点から独特の口調で語り、沖縄民謡・古典・島うたニューウェーブなど沖縄県の音楽を紹介していた。

## リンク
- 大嶺正廣ふるさとさん今日は